# 大谷仁兵衛
大谷 仁兵衛（おおたに にへい、慶応元年8月3日（1865年9月22日） - 1956年（昭和31年）10月21日）は、明治から昭和期にかけて日本の出版業界を代表する実業家。日本タイプライターの創業者。

## 生涯
慶応元年8月3日（1865年9月22日）近江高島郡椋川村（現・滋賀県高島市今津町椋川）に栗田長五郎の3男として生まれ、幼名を捨吉と言った。1880年（明治13年）、京都の出版書店『大谷屋』に奉公し精励していたところ、1893年（明治26年）才覚と人物を認められ大谷家に入籍し、名を大谷仁兵衛と改めた。『十八史略摘註』などの歴史書、『日本旅行独案内』・『亰都名所案内』などの旅行書から詩集・工芸書・『歴世女装考』などのファッション誌と仁兵衛が出版・編集を行った書籍は多岐に及ぶ。
1902年（明治35年）には経営不振に陥っていた『帝国地方行政学会』（現・株式会社ぎょうせい）を継承し、同社で日本初の加除式法規集を発案し『法規全書』を出版した。その後『内外出版会』・『東西医学社』・『帝国法規出版』 などを創立。また印刷技師であった杉本京太に資金支援を行い和文タイプライターが開発されると、翌年特許を取得の上、1917年（大正6年）5月自ら社長となり資本金30万円で東京市京橋区（現・東京都中央区京橋）に日本タイプライター株式会社（1985年（昭和60年）キヤノンが資本参加。現・キヤノンセミコンダクターエクィップメント株式会社）を設立した。
1922年（大正11年）郷里の三谷小学校椋川分校のために土地・鉄筋コンクリート作りの校舎・その他付帯する設備全てを寄付した。1956年（昭和31年）10月21日死去した。

## 関連事項
太田仁兵衛に係る書籍
- 「滋賀の先覚教育的人間像」 P148「大谷仁兵衛」の項」（滋賀県小学校長会 1968年）
- 「近江の先覚 第2集」 P153「大谷仁兵衛」の項（滋賀縣教育会 1997年）
- 「近代日本経済人大系 第6巻（製作工業篇 上）」 P439「日本タイプライター株式会社 1日本タイプライターの特色、2日本タイプラライターの発展過程、3初代社長大谷仁兵衛氏」の項（松下伝吉 日本図書センター 2003年）
- 「日本の創業者 近現代起業家人名事典」 P 98「大谷仁兵衛」の項（日外アソシエーツ株式会社編 2010年）